# Meike Kröger

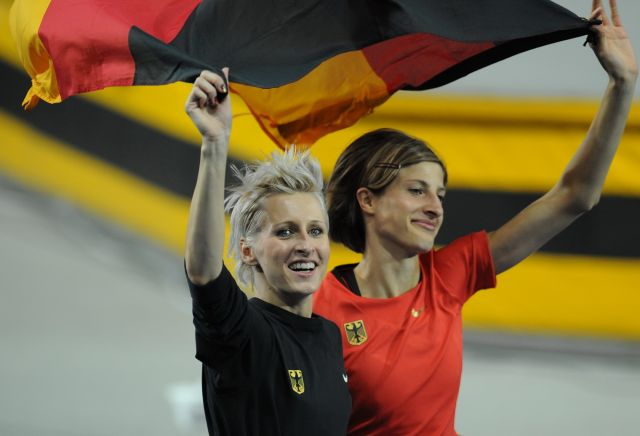
Kröger (r.) mit Ariane Friedrich

Meike Kröger (* 21. Juli 1986 in Berlin) ist eine ehemalige deutsche Hochspringerin.

## Leben
Kröger war in ihrer Jugend zunächst Mehrkämpferin und bestritt auch Wettbewerbe im Dreisprung, ehe sie sich für den Hochsprung entschied. Ihr erster internationaler Einsatz waren die Junioreneuropameisterschaften 2005 in Kaunas. Nach dem Abitur machte sie 2006 dann ein freiwilliges soziales Jahr in Bischkek, der Hauptstadt von Kirgisistan. Dort arbeitete sie in einem Heim für Straßenkinder, lernte russisch und traf den früheren Hochsprung-Europameister Igor Paklin.
Danach wurde sie zweimal, nämlich 2007 und 2008, Deutsche Juniorenmeisterin und belegte bei den Deutschen Meisterschaften 2008 mit 1,87 m den dritten Platz. In der Hallensaison 2008/09 übersprang sie bei den Deutschen Hallenmeisterschaften 1,92 m und qualifizierte sich gemeinsam mit Ariane Friedrich für die Halleneuropameisterschaften in Turin. Kröger schaffte es ins Finale, konnte aber aufgrund einer Fußverletzung unmittelbar vor dem Wettbewerb nicht daran teilnehmen. 2009 verlief sehr unbeständig. Obwohl sie lediglich einmal die B-Norm für die Qualifikation zu den Weltmeisterschaften in ihrer Heimat Berlin erfüllte – gefordert waren zweimal B-Norm oder einmal A-Norm – wurde sie vom DLV nominiert und rechtfertigte das Vertrauen, indem sie sich fürs Finale qualifizierte und mit dem elften Rang ein beachtliches Ergebnis erzielte. Am 28. Februar 2010 gelang ihr bei den Deutschen Hallenmeisterschaften in Karlsruhe erstmals der Sprung über die 2-Meter-Marke, dies bedeutete auch gleichzeitig die Qualifikation für die Hallenweltmeisterschaften in Doha, dort schied sie allerdings in der Qualifikation mit übersprungenen 1,85 m aus. Bei den Deutschen Meisterschaften 2010 wurde sie Zweite und im Jahr darauf Dritte. Wegen Krankheit und Verletzungen beendete sie 2012 ihre Sportlaufbahn.
In der Zeitschrift Leichtathletik sprach Meike Kröger im Februar 2013 über ihre Krankheiten. Neben einer alten Knieverletzung und einer erblichen chronischen Schilddrüsenunterfunktion litt sie zeitweise unter Depressionen und konnte nicht trainieren. „Ich habe lange überlegt, ob ich das öffentlich machen soll. Aber ich hoffe, dass ich damit das Bewusstsein für psychische Erkrankungen schärfen kann. Denn ich bin sicher nicht die einzige Betroffene im Leistungssport.“
Kröger misst 1,86 m und hatte ein Wettkampfgewicht von 61 kg. Ihre Freiluftbestleistung liegt bei 1,93 m, aufgestellt am 4. Juli 2009 in Ulm, in der Halle übersprang sie 2010 2,00 m. Sie startete für die LG Nord Berlin und trainierte bei Jan-Gerrit Keil.
Sie studierte an der TU Berlin Architektur. Sie beendete ihr Studium 2011 nach einem Aufenthalt in der Schweiz an der Universität Hamburg und lebt heute in Kalifornien.

## Erfolge
- Deutsche Juniorenmeisterin 2007 und 2008
- Deutsche Hochschulmeisterin 2008 und Deutsche Hallenhochschulmeisterin 2009
- Dritte der Deutschen Meisterschaften 2008
- Dritte bei den Deutschen Meisterschaften 2011
- Zweite bei den Deutschen Hallenmeisterschaften 2009 und 2010
- Zweite bei den Deutschen Meisterschaften 2009 und 2010
- Finalistin bei den Halleneuropameisterschaften 2009 in Turin
- Platz 10 bei den Weltmeisterschaften 2009 in Berlin
- Teilnahme an den Hallenweltmeisterschaften 2010 in Doha